# Aldo Galli
Aldo Galli (1942-2008) fue un periodista, pianista, docente y, fundamentalmente, un crítico de arte argentino. 

## Biografía
Nació el 21 de agosto de 1942. Estudió en las escuelas nacionales de Bellas Artes, Manuel Belgrano y Prilidiano Pueyrredón. Cursó estudios de Lengua Castellana, Literatura y Latín; y de piano con Vicente Scaramuzza. 

## Trayectoria
Fue miembro de la AACA (Asociación Argentina de Críticos de Arte), director de la sección de arte de los diarios La Prensa (1970-84) y La Nación (1984-2003), donde publicó más de 2.000 notas. 
Integró programas en las radios Municipal, Nacional, Splendid y Rivadavia. También en el ciclo de televisión El arte y sus hombres. También fue jurado en salones de arte oficiales y privados, nacionales e internacionales, asimismo fue jurado en los Premios Konex 1992: Artes Visuales
Tuvo una invitación especial de la UNESCO en el Encuentro Regional para las Artes (Venezuela).Participó en las publicaciones: El grabado en la Argentina e Historia crítica del arte argentino (Editorial Telecom Argentina - 1995), también en las colecciones de la serie “Pinacoteca de los Genios” (1988). 
Falleció el 27 de septiembre de 2008.

## Premios
- Premio Konex 1987: Artes Visuales
- Premio anual a la Crítica de Arte (1994)

## Críticas
Algunas de las críticas de arte escritas en los periódicos La Nación y La Prensa.   
- Sobre Miguel Dávila, La Prensa, 1975, 1976, 1978, 1980, 1983. - La Nación, 1987, 1996, 1998, 2001.[2]
- Sobre Susana Parisi, La Prensa 1978. - La Nación 1991,[3] 1996.
- Sobre Rubén Grau, La Nación.[4]
- Sobre Miguel Caride, La Nación.[5]
- Sobre Silvia Goytía, La Nación.[6]
- Sobre Alberto Delmonte, La Prensa, 1976, 1977, 1981. - La Nación, 1985, 1993, 1994, 1998, 2001.[7]
- Sobre Julio Pagano, La Nación, 1997.[6]
- Sobre Rubén Locaso (Referencia en el Periódico Página 12).[8]
- Sobre Raffaele Sardella, La Nación.[9]
- Sobre Claudio Goldini, La Nación.[10]
- Sobre Diego Perrotta, La Nación.[11]
- Sobre Eduardo Giusiano, La Nación, 1995.[12]
- Sobre Norberto Cresta, La Nación.[13]
- “Las mujeres en la plástica: una destacada actuación” La Nación[14]